# Indicatif présent en français
 (juin 2011).
Si vous disposez d'ouvrages ou d'articles de référence ou si vous connaissez des sites web de qualité traitant du thème abordé ici, merci de compléter l'article en donnant les références utiles à sa vérifiabilité et en les liant à la section « Notes et références ».

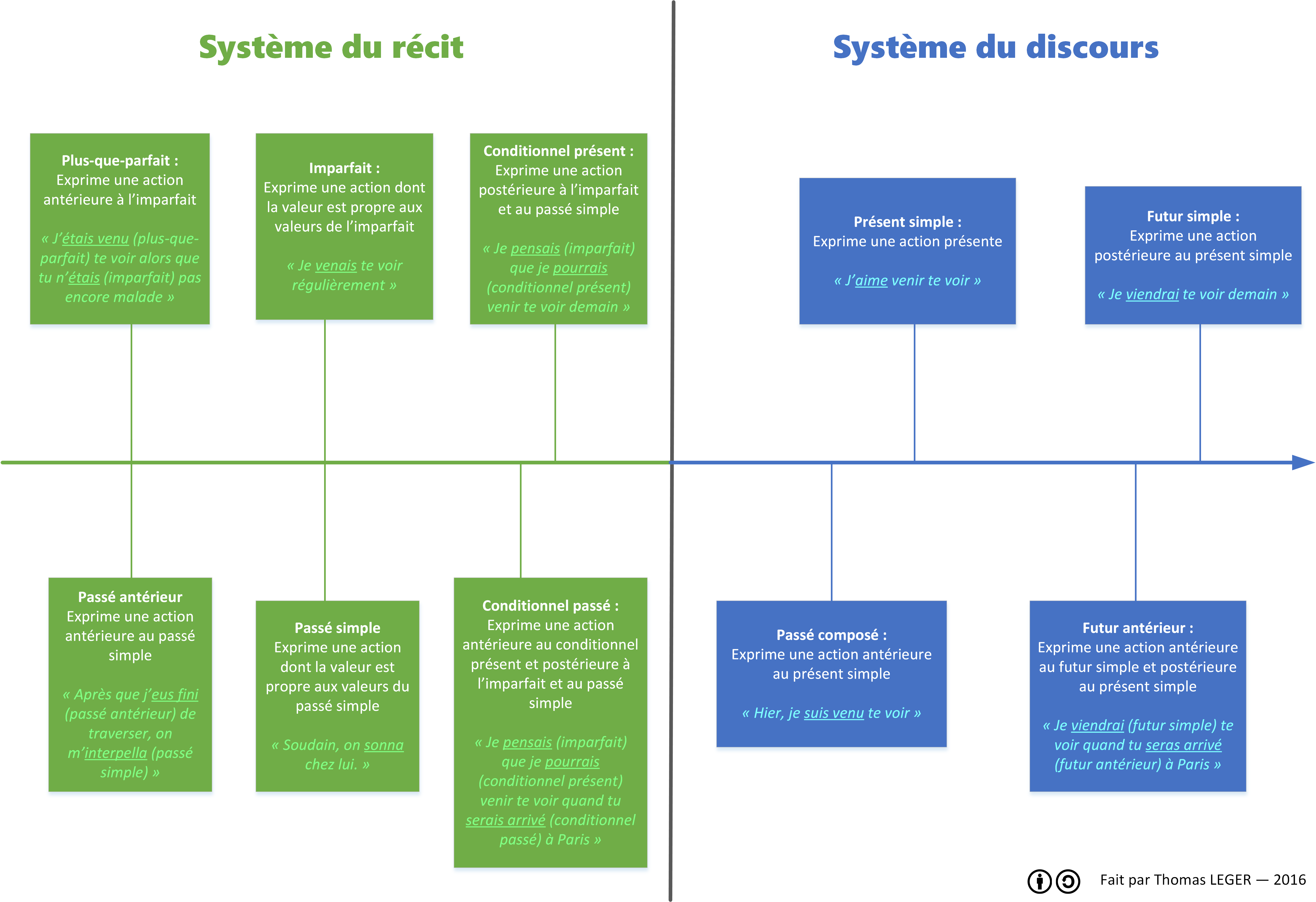
Fonctionnement des temps à l'indicatif

Le présent est un temps, une inflexion de verbe, utilisée pour exprimer :
- une action actuelle ;
- un état ;
- une action habituelle ;
- un événement dans un avenir proche ;
- une action commencée dans le passé mais qui continue actuellement.

Il y a deux formes communes de temps présent dans les langues indo-européennes : l’indicatif présent et le subjonctif présent.

## Valeurs
En français, le présent de l'indicatif est susceptible d'emplois variés régulièrement appelés « valeurs » :
- présent d'énonciation ou présent actuel : il exprime une action effectuée au moment où l'on parle, que ce moment désigne l’instant ou la durée. Lorsqu’il y a ambiguïté, on peut utiliser une périphrase comme « en ce moment », « être en train de »… pour clarifier l’intention :

En ce moment, je mange du chocolat (instant).
La nuit tombe (durée).
En anglais, il est traduit par le présent progressif (tous les autres temps étant traduits par le présent simple).
- présent d’habitude ou de répétition : indique un fait habituel ou chronique, pouvant être parfois opposé à l'instant :

Le dimanche, je me repose (habitude) - Le maître de maison serre la main des invités (répétition).
Oui, je fume (d'habitude), mais aujourd'hui je ne fume pas (instant).
- présent de vérité générale, (aussi appelé présent omnitemporel ou gnomique) : il indique qu'un fait est vrai (règle ou adage) dans sa globalité, quel que soit le moment où on le considère. Typique des proverbes, des énoncés scientifiques…

La terre tourne autour du soleil.
Bien mal acquis ne profite jamais.
Dans un triangle rectangle, le carré de l'hypoténuse est égal à la somme des carrés des deux côtés de l'angle droit.
- présent de caractérisation : il est employé pour attribuer une caractéristique au sujet, comme dans une description.

Cette jeune fille a les yeux bleus.
Mon premier amour a les dents jaunes.
- futur annexé au présent : cette tendance à employer le présent en fonction de futur s'est généralisée en français parlé.

Je vous contacte dès qu'il se manifeste.
Attendez. Je vous ouvre la porte.
- passé immédiat annexé au présent : employé aussi bien en français parlé qu'écrit.

Il sort d'ici (à l'instant, maintenant).
- présent de narration ou présent historique : il est employé dans les récits pour donner un relief particulier à un fait en le rendant plus présent à l'esprit du lecteur ou de l'auditeur. Il est généralement introduit par des temps du passé.

Le 15 décembre 1926, il épouse Marie et convole en justes noces.
Hier, j'ai essayé de le convaincre. Je lui montre les papiers; il me rit au nez.

## Conjugaisons
Le radical de l'indicatif présent n'est pas toujours régulier ni toujours stable (surtout dans le troisième groupe) et les terminaisons diffèrent selon qu'on ait affaire à un verbe terminé ou non par un -e à la première personne du singulier :
- Verbes terminés par -e (tous les verbes du premier groupe, plus certains du troisième dont l'infinitif est en -vrir, -ffrir, -eillir, -aillir) : -e, -es, -e, -ons, -ez, -ent.
- Verbes non terminés par -e (tous les verbes du deuxième groupe, plus la plupart des verbes du troisième) : -s, -s, -t, -ons, -ez, -ent. Mais il existe de nombreuses exceptions, toutes dans le troisième groupe. Ce sont :
  - Pouvoir, vouloir et falloir : -x, -x, -t, -ons, -ez, -ent.
  - Verbes pour lesquels le -t de la troisième personne du singulier tombe en raison d'une incompatibilité avec la dernière lettre du radical :
    - Verbes en -dre (sauf verbes en -indre et -soudre qui, eux, perdent le -d-) : -ds, -ds, -d, -dons, -dez, -dent.
    - Verbes en -cre : -cs, -cs, -c, -quons, -quez, -quent.
    - Verbes en -ttre : -ts, -ts, -t, -tons, -tez, -tent

  - Être: suis, es, est, sommes, êtes, sont
  - Avoir: ai, as, a, avons, avez, ont
  - Aller: vais, vas, va, allons, allez, vont
  - Faire: fais, fais, fait, faisons, faites, font
  - Dire: dis, dis, dit, disons, dites, disent

- Exemple:

| 1er groupe         | 2e groupe            |
| ------------------ | -------------------- |
| je parle           | je finis             |
| tu parles          | tu finis             |
| il, elle, on parle | il, elle, on finit   |
| nous parlons       | nous finissons       |
| vous parlez        | vous finissez        |
| ils, elles parlent | ils, elles finissent |

Pour les verbes du troisième groupe en -e citons couvrir, souffrir, cueillir ou tressaillir.